# Morits Skaugen
Isak Morits Skaugen (ur. 27 czerwca 1920 w Risør, zm. 17 stycznia 2005 w Oslo) – norweski przedsiębiorca, żeglarz, trzykrotny olimpijczyk.
W czasie II wojny światowej działał w sekcji wywiadu norweskiego ruchu oporu. W latach 1943–1945 przebywał w biurze łącznikowym w Sztokholmie, zaś kolejne dwa lata w Londynie w Nortraship. Po powrocie do kraju rozpoczął pracę w założonym przez ojca przedsiębiorstwie żeglugowym I. M. Skaugen, mając duży udział w jego rozbudowie jako partner, a następnie dyrektor i członek zarządu. Odszedł na emeryturę w roku 1990.
Był aktywnym żeglarzem i propagatorem tego sportu. W regatach rozegranych podczas Letnich Igrzysk Olimpijskich 1948 wystąpił w klasie Firefly zajmując 12. pozycję, cztery lata później uplasował się natomiast na szóstym miejscu w klasie Finn. W Tokio zajął zaś 15. lokatę w klasie Dragon na jachcie Monica. Załogę uzupełniali wówczas Egil Ly i Knut Bengtson.